# Jean Escarra
Jean Escarra (geb. 10. April 1885 in Paris; gest. 14. August 1955 ebenda) war ein französischer Bergsteiger, Jurist, Sinologe und Hochschullehrer. Er war Berater der chinesischen Regierung und lehrte als Professor an der Faculté de Droit de Paris, d. h. der Rechtswissenschaftlichen Fakultät in Paris.

## Leben
Escarra, der in eine französische Familie spanischer Abstammung hineingeboren wurde, promovierte 1907 an der Universität Paris in Rechtswissenschaften und kam zwischen 1921 und 1938 nach China, um als Rechtsberater für die chinesische Regierung zu arbeiten. Er machte zahlreiche Vorschläge für die Reform des chinesischen Rechtssystems und war 1930 an der Ausarbeitung des Zivilgesetzbuches der Republik China beteiligt. In der Zwischenkriegszeit war er auch einer der Berater von Chiang Kai-Shek in China bei dessen Versuch, das chinesische Recht zu reformieren. 1941 schloss er sich Charles de Gaulle an und war insbesondere für die Beziehungen zwischen dem Freien Frankreich und der Republik China zuständig. Anschließend kehrte er nach Frankreich zurück und wurde 1944 Präsident des Ausschusses für geistiges Eigentum, dessen Arbeit zur Verabschiedung des französischen Urheberrechtsgesetzes vom 11. März 1957 führte.
Der Jurist und Bankier Édouard Escarra (1880–1973), Präsident der Crédit Lyonnais, war sein Bruder.

## Publikationen
- La Chine et le droit international, éditions A. Pedone, 1931.
- Principes de droit commercial, 1934, avec la collaboration d'Édouard Escarra et Jean Rault.
- Le Droit Chinois – Conception et évolution, Sirey, 1936.[1]
- La Chine – Passé et Présent, Armand Colin, 1937, prix Thérouanne en 1938.[2]
- La Doctrine française du droit d’auteur, en collaboration avec François Hepp et Jean Rault, 1937.
- Karakoram : Expédition française en Himalaya, en collaboration avec Henry de Segogne et Louis Neltner, 1938.
- L'Honorable Paix Japonaise, éditions Bernard Grasset, 1938.
- Les institutions de la Chine, mit Henri Maspero, Presses Universitaires de France, 1952.[3]
- mit Robert Germain, La Conception de la Loi et les théories des légistes à la veille des Ts'in, Peking, 1926 (Auszugsweise Übersetzung von Liang Qichao 梁启超: Xian Qin zhengzhi sixiang shi 先秦正治思想史 (Die Konzeption des Gesetzes und die Theorien der Rechtsgelehrten am Vorabend der Qin-Dynastie))
- Himalayan assault : the French Himalayan expedition, 1936 translated by Nea E. Morin, with an introduction by Brigadier-General the Hon. C. G. Bruce. Expedition francaise à l'Himalaya, 1936. London : Methuen : & Co Ltd, 1938. - Inhalt: Preparation, by Jean Escarra.--The journey to base camp, by Henry de Segogne.--Base-camp diary, By Henry de Segogne.--The assault, by Louis Neltner.--The return, by Jean Charignon.--Appendices: The use of skis in the Himalaya, by Marcel Ichae. Geological and geographical notes on the Baltisian district, by Louis Neltner. Diet. and medical notes. by Dr. Jean Arlaud. Camping and mountaineering equipment: Study and preparation, by Raymond Gaché: Utilization, by Pierre Aliain. Photographic and cinematographic equipment, by Marcel Ichae. Wireless notes, by Jacques Azemar.
- Jean Escarra (Einführung): Der Himalaya im Bild. Sammlung Parthenon. Hans E. Günther, Berlin [1940]